# Relació de commutació canònica
En mecànica quàntica, la relació de commutació canònica és la relació fonamental entre les quantitats conjugades canòniques (quantitats que estan relacionades per definició de manera que una és la transformada de Fourier d'una altra). Per exemple, {\displaystyle [{\hat {x}},{\hat {p}}_{x}]=i\hbar \mathbb {I} }entre l'operador de posició x i l'operador de moment px en la direcció x d'una partícula puntual en una dimensió, on [x, px] = x px − px x és el commutador d'x i px , i és l'imaginari unitat, i ℏ és la constant de Planck reduïda h/2π, i {\displaystyle \mathbb {I} } és l'operador de la unitat. En general, la posició i el moment són vectors d'operadors i la seva relació de commutació entre diferents components de la posició i el moment es pot expressar com {\displaystyle [{\hat {x}}_{i},{\hat {p}}_{j}]=i\hbar \delta _{ij},} on {\displaystyle \delta _{ij}} és la delta de Kronecker.
Aquesta relació s'atribueix a Werner Heisenberg, Max Born i Pascual Jordan (1925), que l'anomenaven "condició quàntica" que serveix de postulat de la teoria; va ser assenyalat per E. Kennard (1927) per implicar el principi d'incertesa de Heisenberg. El teorema de Stone-von Neumann dóna un resultat d'unicitat per als operadors que satisfan (una forma exponenciada de) la relació de commutació canònica.

## Relació amb la mecànica clàssica
Per contra, a la física clàssica, tots els observables commuten i el commutador seria zero. Tanmateix, existeix una relació anàloga, que s'obté substituint el commutador pel bracket de Poisson multiplicat per iℏ, {\displaystyle \{x,p\}=1\,.}Aquesta observació va portar a Dirac a proposar que els homòlegs quàntics {\displaystyle {\hat {f}}}, ĝ dels observables clàssics f, g satisfan {\displaystyle [{\hat {f}},{\hat {g}}]=i\hbar {\widehat {\{f,g\}}}\,.}El 1946, Hip Groenewold va demostrar que una correspondència sistemàtica general entre els commutadors quàntics i els brackets de Poisson no es podia mantenir de manera coherent.
No obstant això, va apreciar més que una correspondència tan sistemàtica, de fet, existeix entre el commutador quàntic i una deformació del bracket de Poisson, avui anomenat bracket de Moyal, i, en general, els operadors quàntics i els observables i distribucions clàssiques en l'espai de fases. Així, finalment va dilucidar el mecanisme de correspondència consistent, la transformada de Wigner-Weyl, que subjau a una representació matemàtica equivalent alternativa de la mecànica quàntica coneguda com a quantització de deformació.

### Derivació de la mecànica hamiltoniana
Segons el principi de correspondència, en certs límits les equacions quàntiques d'estats s'han d'apropar a les equacions de moviment de Hamilton. Aquest últim estableix la següent relació entre la coordenada generalitzada q (per exemple, la posició) i el moment generalitzat p : {\displaystyle {\begin{cases}{\dot {q}}={\frac {\partial H}{\partial p}}=\{q,H\};\\{\dot {p}}=-{\frac {\partial H}{\partial q}}=\{p,H\}.\end{cases}}}En mecànica quàntica l'Hamiltonià {\displaystyle {\hat {H}}}, coordenada (generalitzada). {\displaystyle {\hat {Q}}} i impuls (generalitzat). {\displaystyle {\hat {P}}} tots són operadors lineals.